# Al-Samawal al-Maghribi
Ibn Yaḥyā al-Maghribī al-Samawʾal, mais conhecido como Al-Samawal al-Maghribi (em árabe: السموأل بن يحيى المغربي‎; Bagdá, c. 1130 — Maragha, c. 1180) foi um matemático, físico, astrônomo e médico iraquiano. Tornou-se conhecido por escrever o livro Ifḥām al-Yahūd, o qual repudiava o judaísmo, gerando várias polêmicas e por usar dois conceição da indução matemática para estender os estudos do binômio de Newton e o triângulo de Pascal.